# Margus Metstak
Margus Metstak (ur. 16 czerwca 1961 w Kallavere) – estoński koszykarz, występujący na pozycji środkowego, reprezentant kraju, po zakończeniu kariery zawodniczej trener koszykarski.

## Osiągnięcia
Stan na 29 kwietnia 2022, na podstawie, o ile nie zaznaczono inaczej.

### Drużynowe
- Mistrz:
  - Estonii (1984, 1985, 1996, 1997, 1999)
  - ZSRR (1991)
- Wicemistrz Estonii (1998, 2001, 2003)
- Brązowy medalista mistrzostw Estonii (2005)
- Zdobywca Pucharu Estonii (1992, 1996, 2001)

### Indywidualne
- Estoński koszykarz roku (1995, 1997, 1998)
- Nagroda Fair Play (2003)

### Reprezentacja
- Uczestnik:
  - mistrzostw Europy (1993 – 6. miejsce, 2001 – 14. miejsce)[2][3]
  - kwalifikacji do Eurobasketu (1995, 1997, 1999, 2001, 2003)

### Jako asystent trenera
- Brąz mistrzostw Estonii (2011)